# زیردریایی کلاس یو-۲۰
زیردریایی کلاس یو-۲۰ (به انگلیسی: U-20-class submarine) یک کلاس از زیردریایی است که طول آن ۱۲۷ فوت ۲ اینچ (۳۸٫۷۶ متر) می‌باشد.